# Санол (Калифорнија)
Санол (енгл. Sunol) насељено је место без административног статуса у америчкој савезној држави Калифорнија.

## Демографија
По попису из 2010. године број становника је 913, што је 419 (-31,5%) становника мање него 2000. године.
| Група             | 2000.         | 2010.       |
| Белци             | 1.077 (80,9%) | 719 (78,8%) |
| Афроамериканци    | 0 (0,0%)      | 1 (0,1%)    |
| Азијати           | 64 (4,8%)     | 48 (5,3%)   |
| Хиспаноамериканци | 116 (8,7%)    | 91 (10,0%)  |
| Укупно            | 1.332         | 913         |